# Tappi Iwase
 (avril 2020).
Tappi Iwase (岩瀬 立飛, Iwase Tappi), parfois crédité sous le pseudonyme TAPPY, est un compositeur Japonais connu essentiellement pour ses productions dans le milieu du jeu vidéo, et plus précisément pour son travail sur les franchises Metal Gear et Suikoden.